# Ransart, Pas-de-Calais
Ransart là một xã trong tỉnh Pas-de-Calais, vùng Hauts-de-France, Pháp.

## Địa lý
Ransart có cự ly 8 dặm (13 km) về phía tây nam của Arras, tại giao lộ của các tuyến đường D7 và D3.

## Dân số
| 1962                                                              | 1968 | 1975 | 1982 | 1990 | 1999 | 2006 |
| ----------------------------------------------------------------- | ---- | ---- | ---- | ---- | ---- | ---- |
| 355                                                               | 376  | 346  | 352  | 357  | 374  | 381  |
| Số liệu điều tra dân số tính từ năm 1962, dân số chỉ tính một lần |      |      |      |      |      |      |

## Địa điểm nổi bật
- Nhà thờ St.Laurent, xây lại sau Chiến tranh thế giới thứ nhất.